# Liga das Nações de Voleibol Masculino de 2019
A Liga das Nações de Voleibol Masculino de 2019 foi a segunda edição deste torneio, sendo promovido pela Federação Internacional de Voleibol (FIVB). As finais foram disputadas em Chicago, nos Estados Unidos.
A seleção da Rússia detinha o título deste evento, conquistado na sua primeira edição em 2018. O feito se repetiu nessa edição onde se sagrou bicampeã, vencendo mais uma vez a seleção dos donos da casa na decisão por 3 sets a 1. A Polônia ganhou o bronze ao vencer o Brasil por 3 sets a 0, que ficou novamente com o quarto lugar como em 2018.

## Participantes
Segue-se o quadro com as dezesseis seleções qualificadas para a Liga das Nações, em sua segunda edição.
| Qualificação         | Qualificados   |
| -------------------- | -------------- |
| Equipes obrigatórias | Alemanha       |
| Equipes obrigatórias | Argentina      |
| Equipes obrigatórias | Brasil         |
| Equipes obrigatórias | China          |
| Equipes obrigatórias | Estados Unidos |
| Equipes obrigatórias | França         |
| Equipes obrigatórias | Japão          |
| Equipes obrigatórias | Irã            |
| Equipes obrigatórias | Itália         |
| Equipes obrigatórias | Polônia        |
| Equipes obrigatórias | Rússia         |
| Equipes obrigatórias | Sérvia         |
| Equipes desafiantes  | Austrália      |
| Equipes desafiantes  | Bulgária       |
| Equipes desafiantes  | Canadá         |
| Equipes desafiantes  | Portugal       |

## Fórmula de disputa
Fase preliminar
Os dezesseis países participantes foram divididas em dois pontos de qualificação, sendo estes o das seleções consideradas "principais" (doze) e as "desafiantes" (quatro). Durante cinco semanas, estas equipes foram divididas em quatro grupos com igual número de integrantes, cujas partidas ocorreram dentro de cada chave. Os cinco primeiros colocados, no geral, se classificam para a fase final. A pior equipe dentre os quatro "desafiantes" foi substituída pela seleção vencedora da Challenger Cup de 2019, estando este selecionado qualificado para a Liga das Nações Masculina de 2020 como uma equipe "desafiante" (posteriormente para 2021 com o cancelamento da edição de 2020).
Fase final
O país que recebe esta fase a disputa ao lado dos cinco primeiros colocados da etapa preliminar. As seis equipes são divididas em dois grupos, com partidas dentro dos mesmos. Os dois primeiros colocados de cada grupo se qualificam às semifinais (o final four), no qual os perdedores disputam o terceiro lugar e os vencedores jogam o título deste campeonato.

## Critérios de classificação nos grupos
1. Número de vitórias;
2. Pontos;
3. Razão de sets;
4. Razão de pontos;
5. Resultado da última partida entre os times empatados.

- Placar de 3–0 ou 3–1: 3 pontos para o vencedor, nenhum para o perdedor;
- Placar de 3–2: 2 pontos para o vencedor, 1 para o perdedor.[7]

## Calendário
A divisão abaixo foi formalizada pela FIVB, em 23 de outubro de 2018.
| Data                                     | Local/Equipes                                                      | Local/Equipes                                              | Local/Equipes                                                    | Local/Equipes                                                    |
| ---------------------------------------- | ------------------------------------------------------------------ | ---------------------------------------------------------- | ---------------------------------------------------------------- | ---------------------------------------------------------------- |
| Primeira semana: 31 de maio – 2 de junho | Grupo 1 · Jiangmen China · Alemanha · Irã · Itália                 | Grupo 2 · Mendoza Argentina · Portugal · Canadá · Bulgária | Grupo 3 · Katowice Polônia · Estados Unidos · Brasil · Austrália | Grupo 4 · Novi Sad Sérvia · França · Rússia · Japão              |
| Segunda semana: 7–9 de junho             | Grupo 5 · Ningbo China · Bulgária · Polônia · França               | Grupo 6 · Ufa Rússia · Itália · Estados Unidos · Portugal  | Grupo 7 · Tóquio Japão · Argentina · Irã · Brasil                | Grupo 8 · Ottawa Canadá · Austrália · Alemanha · Sérvia          |
| Terceira semana: 14–16 de junho          | Grupo 9 · Gondomar Portugal · Brasil · China · Sérvia              | Grupo 10 · Varna Bulgária · Japão · Itália · Austrália     | Grupo 11 · Úrmia Irã · Canadá · Polônia · Rússia                 | Grupo 12 · Cannes França · Argentina · Estados Unidos · Alemanha |
| Quarta semana: 21–23 de junho            | Grupo 13 · Hoffman Estates Estados Unidos · Japão · China · Canadá | Grupo 14 · Milão Itália · Argentina · Sérvia · Polônia     | Grupo 15 · Ardabil Irã · França · Portugal · Austrália           | Grupo 16 · Cuiabá Brasil · Bulgária · Alemanha · Rússia          |
| Quinta semana: 28–30 de junho            | Grupo 17 · Brisbane Austrália · Argentina · China · Rússia         | Grupo 18 · Brasília Brasil · Itália · Canadá · França      | Grupo 19 · Plovdiv Bulgária · Irã · Sérvia · Estados Unidos      | Grupo 20 · Leipzig Alemanha · Japão · Portugal · Polônia         |
| Fase final: 10–14 de julho Chicago       |                                                                    |                                                            |                                                                  |                                                                  |

## Fase preliminar
|  | Equipes classificadas para a fase final           |
|  | Equipe classificada para a fase final (país-sede) |
|  | Equipe excluída da Liga das Nações em 2021        |

|     |                |     | Jogos | Jogos | Jogos | Resultados | Resultados | Resultados | Resultados | Resultados | Resultados | Sets | Sets | Sets  | Pontos | Pontos | Pontos |
| Pos | Equipe         | Pts | T     | V     | D     | 3–0        | 3–1        | 3–2        | 2–3        | 1–3        | 0–3        | V    | P    | R     | V      | P      | R      |
| --- | -------------- | --- | ----- | ----- | ----- | ---------- | ---------- | ---------- | ---------- | ---------- | ---------- | ---- | ---- | ----- | ------ | ------ | ------ |
| 1   | Brasil         | 39  | 15    | 14    | 1     | 6          | 4          | 4          | 1          | 0          | 0          | 44   | 15   | 2.933 | 1408   | 1218   | 1.156  |
| 2   | Irã            | 36  | 15    | 12    | 3     | 7          | 4          | 1          | 1          | 0          | 2          | 38   | 15   | 2.533 | 1276   | 1173   | 1.088  |
| 3   | Rússia         | 34  | 15    | 12    | 3     | 6          | 4          | 2          | 0          | 1          | 2          | 37   | 17   | 2.176 | 1284   | 1164   | 1.103  |
| 4   | França         | 34  | 15    | 11    | 4     | 5          | 6          | 0          | 1          | 3          | 0          | 38   | 18   | 2.111 | 1341   | 1251   | 1.072  |
| 5   | Polônia        | 30  | 15    | 11    | 4     | 2          | 5          | 4          | 1          | 3          | 0          | 38   | 25   | 1.520 | 1465   | 1397   | 1.049  |
| 6   | Estados Unidos | 28  | 15    | 9     | 6     | 3          | 6          | 0          | 1          | 3          | 2          | 32   | 24   | 1.333 | 1317   | 1258   | 1.047  |
| 7   | Argentina      | 26  | 15    | 8     | 7     | 4          | 3          | 1          | 3          | 3          | 1          | 33   | 26   | 1.269 | 1363   | 1304   | 1.045  |
| 8   | Itália         | 25  | 15    | 8     | 7     | 4          | 4          | 0          | 1          | 5          | 1          | 31   | 25   | 1.240 | 1316   | 1263   | 1.042  |
| 9   | Canadá         | 23  | 15    | 8     | 7     | 2          | 4          | 2          | 1          | 3          | 3          | 29   | 29   | 1,000 | 1313   | 1321   | 0.994  |
| 10  | Japão          | 19  | 15    | 7     | 8     | 2          | 2          | 3          | 1          | 4          | 3          | 27   | 32   | 0.844 | 1318   | 1326   | 0.994  |
| 11  | Sérvia         | 17  | 15    | 6     | 9     | 1          | 1          | 4          | 3          | 4          | 2          | 28   | 36   | 0.778 | 1393   | 1417   | 0.983  |
| 12  | Bulgária       | 13  | 15    | 5     | 10    | 0          | 2          | 3          | 1          | 4          | 5          | 21   | 38   | 0.553 | 1268   | 1372   | 0.924  |
| 13  | Austrália      | 13  | 15    | 3     | 12    | 2          | 1          | 0          | 4          | 3          | 5          | 20   | 37   | 0.541 | 1217   | 1334   | 0.912  |
| 14  | Alemanha       | 12  | 15    | 3     | 12    | 0          | 1          | 2          | 5          | 4          | 3          | 23   | 41   | 0.561 | 1349   | 1470   | 0.918  |
| 15  | Portugal       | 7   | 15    | 2     | 13    | 1          | 1          | 0          | 1          | 4          | 8          | 12   | 40   | 0.300 | 1095   | 1268   | 0.864  |
| 16  | China          | 4   | 15    | 1     | 14    | 1          | 0          | 0          | 1          | 4          | 9          | 9    | 42   | 0.214 | 1047   | 1234   | 0.848  |

- As partidas seguem o horário local.

### Semana 1

#### Grupo 1
- Local:  Jiangmen Sports Hall, Jiangmen, China

| Data   | Hora  |          | Placar |          | Set 1 | Set 2 | Set 3 | Set 4 | Set 5 | Total   | Relatório |
| ------ | ----- | -------- | ------ | -------- | ----- | ----- | ----- | ----- | ----- | ------- | --------- |
| 31 mai | 16:00 | Irã      | 3–1    | Itália   | 20–25 | 25–23 | 25–23 | 25–23 |       | 95–94   | Relatórío |
| 31 mai | 20:00 | China    | 2–3    | Alemanha | 21–25 | 21–25 | 25–19 | 25–19 | 11–15 | 103–103 | Relatório |
| 1 jun  | 16:00 | Itália   | 3–0    | Alemanha | 25–21 | 30–28 | 25–23 |       |       | 80–72   | Relatório |
| 1 jun  | 20:00 | China    | 0–3    | Irã      | 22–25 | 18–25 | 21–25 |       |       | 61–75   | Relatório |
| 2 jun  | 16:00 | Alemanha | 0–3    | Irã      | 28–30 | 27–29 | 20–25 |       |       | 75–84   | Relatório |
| 2 jun  | 20:00 | China    | 0–3    | Itália   | 21–25 | 13–25 | 24–26 |       |       | 58–76   | Relatório |

#### Grupo 2
- Local:  Aconcagua Arena, Mendoza, Argentina

| Data   | Hora  |           | Placar |          | Set 1 | Set 2 | Set 3 | Set 4 | Set 5 | Total | Relatório |
| ------ | ----- | --------- | ------ | -------- | ----- | ----- | ----- | ----- | ----- | ----- | --------- |
| 31 mai | 18:10 | Canadá    | 1–3    | Bulgária | 20–25 | 24–26 | 25–19 | 17–25 |       | 86–95 | Relatório |
| 31 mai | 21:10 | Argentina | 3–0    | Portugal | 25–17 | 25–21 | 25–21 |       |       | 75–59 | Relatório |
| 1 jun  | 18:10 | Canadá    | 3–0    | Portugal | 25–20 | 25–23 | 25–16 |       |       | 75–59 | Relatório |
| 1 jun  | 21:10 | Argentina | 3–0    | Bulgária | 25–16 | 25–21 | 25–23 |       |       | 75–60 | Relatório |
| 2 jun  | 16:10 | Portugal  | 3–1    | Bulgária | 25–21 | 19–25 | 28–26 | 25–23 |       | 97–95 | Relatório |
| 2 jun  | 19:10 | Argentina | 1–3    | Canadá   | 21–25 | 27–29 | 25–16 | 24–26 |       | 97–96 | Relatório |

#### Grupo 3
- Local:  Spodek, Katowice, Polônia

| Data   | Hora  |                | Placar |                | Set 1 | Set 2 | Set 3 | Set 4 | Set 5 | Total   | Relatório |
| ------ | ----- | -------------- | ------ | -------------- | ----- | ----- | ----- | ----- | ----- | ------- | --------- |
| 31 mai | 17:30 | Estados Unidos | 0–3    | Brasil         | 22–25 | 22–25 | 23–25 |       |       | 67–75   | Relatório |
| 31 mai | 20:30 | Polônia        | 3–1    | Austrália      | 25–15 | 24–26 | 25–21 | 25–14 |       | 99–76   | Relatório |
| 1 jun  | 14:00 | Brasil         | 3–2    | Austrália      | 32–34 | 25–16 | 25–19 | 27–29 | 15–13 | 124–111 | Relatório |
| 1 jun  | 17:40 | Estados Unidos | 2–3    | Polônia        | 25–17 | 32–34 | 28–26 | 23–25 | 9–15  | 117–117 | Relatório |
| 2 jun  | 14:00 | Austrália      | 1–3    | Estados Unidos | 25–19 | 25–27 | 16–25 | 16–25 |       | 82–96   | Relatório |
| 2 jun  | 17:00 | Brasil         | 3–1    | Polônia        | 22–25 | 25–15 | 25–21 | 25–17 |       | 97–78   | Relatório |

#### Grupo 4
- Local:  SPC Vojvodina, Novi Sad, Sérvia

| Data   | Hora  |        | Placar |        | Set 1 | Set 2 | Set 3 | Set 4 | Set 5 | Total   | Relatório |
| ------ | ----- | ------ | ------ | ------ | ----- | ----- | ----- | ----- | ----- | ------- | --------- |
| 31 mai | 17:00 | Sérvia | 1–3    | Japão  | 17–25 | 12–25 | 26–24 | 17–25 |       | 72–99   | Relatório |
| 31 mai | 20:15 | França | 3–1    | Rússia | 25–19 | 25–22 | 20–25 | 25–23 |       | 95–89   | Relatório |
| 1 jun  | 16:00 | Japão  | 1–3    | Rússia | 22–25 | 25–23 | 19–25 | 23–25 |       | 89–98   | Relatório |
| 1 jun  | 19:15 | Sérvia | 1–3    | França | 12–25 | 22–25 | 25–20 | 20–25 |       | 79–95   | Relatório |
| 2 jun  | 16:00 | Japão  | 1–3    | França | 22–25 | 27–25 | 19–25 | 15–25 |       | 83–100  | Relatório |
| 2 jun  | 19:00 | Rússia | 3–2    | Sérvia | 20–25 | 26–24 | 25–23 | 22–25 | 15–10 | 108–107 | Relatório |

### Semana 2

#### Grupo 5
- Local:  Ginásio Beilun, Ningbo, China

| Data  | Hora  |          | Placar |          | Set 1 | Set 2 | Set 3 | Set 4 | Set 5 | Total   | Relatório |
| ----- | ----- | -------- | ------ | -------- | ----- | ----- | ----- | ----- | ----- | ------- | --------- |
| 7 jun | 16:00 | França   | 3–1    | Polônia  | 28–26 | 25–23 | 24–26 | 25–20 |       | 102–95  | Relatório |
| 7 jun | 19:30 | China    | 3–0    | Bulgária | 26–24 | 25–20 | 25–17 |       |       | 76–61   | Relatório |
| 8 jun | 16:00 | Polônia  | 3–1    | Bulgária | 22–25 | 25–19 | 27–25 | 25–20 |       | 99–89   | Relatório |
| 8 jun | 19:30 | China    | 0–3    | França   | 16–25 | 23–25 | 20–25 |       |       | 59–75   | Relatório |
| 9 jun | 16:00 | Bulgária | 3–2    | França   | 18–25 | 23–25 | 25–21 | 25–23 | 15–11 | 106–105 | Relatório |
| 9 jun | 19:15 | China    | 0–3    | Polônia  | 22–25 | 13–25 | 15–25 |       |       | 50–75   | Relatório |

#### Grupo 6
- Local:  Ufa Arena, Ufa, Rússia

| Data  | Hora  |          | Placar |                | Set 1 | Set 2 | Set 3 | Set 4 | Set 5 | Total | Relatório |
| ----- | ----- | -------- | ------ | -------------- | ----- | ----- | ----- | ----- | ----- | ----- | --------- |
| 7 jun | 16:00 | Itália   | 3–1    | Estados Unidos | 25–23 | 13–25 | 25–20 | 25–23 |       | 88–91 | Relatório |
| 7 jun | 19:10 | Rússia   | 3–0    | Portugal       | 25–19 | 25–22 | 25–20 |       |       | 75–61 | Relatório |
| 8 jun | 16:00 | Itália   | 3–0    | Portugal       | 25–13 | 25–20 | 25–11 |       |       | 75–44 | Relatório |
| 8 jun | 19:00 | Rússia   | 3–0    | Estados Unidos | 25–22 | 25–19 | 25–15 |       |       | 75–56 | Relatório |
| 9 jun | 16:00 | Portugal | 1–3    | Estados Unidos | 20–25 | 25–22 | 22–25 | 17–25 |       | 84–97 | Relatório |
| 9 jun | 19:00 | Rússia   | 3–0    | Itália         | 29–27 | 25–16 | 25–18 |       |       | 79–61 | Relatório |

#### Grupo 7
- Local:  Arena da Floresta Musashino, Tóquio, Japão

| Data  | Hora  |           | Placar |           | Set 1 | Set 2 | Set 3 | Set 4 | Set 5 | Total   | Relatório |
| ----- | ----- | --------- | ------ | --------- | ----- | ----- | ----- | ----- | ----- | ------- | --------- |
| 7 jun | 15:40 | Brasil    | 3–2    | Irã       | 23–25 | 25–16 | 21–25 | 33–31 | 15–10 | 117–107 | Relatório |
| 7 jun | 19:10 | Japão     | 3–0    | Argentina | 25–16 | 25–16 | 33–31 |       |       | 83–63   | Relatório |
| 8 jun | 15:10 | Argentina | 1–3    | Irã       | 19–25 | 25–20 | 22–25 | 32–34 |       | 98–104  | Relatório |
| 8 jun | 18:40 | Japão     | 0–3    | Brasil    | 22–25 | 19–25 | 21–25 |       |       | 62–75   | Relatório |
| 9 jun | 15:10 | Argentina | 2–3    | Brasil    | 20–25 | 25–21 | 28–26 | 23–25 | 12–15 | 108–112 | Relatório |
| 9 jun | 18:40 | Japão     | 0–3    | Irã       | 22–25 | 21–25 | 19–25 |       |       | 62–75   | Relatório |

#### Grupo 8
- Local:  TD Place Arena, Ottawa, Canadá

| Data  | Hora  |           | Placar |           | Set 1 | Set 2 | Set 3 | Set 4 | Set 5 | Total   | Relatório |
| ----- | ----- | --------- | ------ | --------- | ----- | ----- | ----- | ----- | ----- | ------- | --------- |
| 7 jun | 16:40 | Alemanha  | 3–2    | Sérvia    | 25–20 | 16–25 | 26–28 | 26–24 | 15–9  | 108–106 | Relatório |
| 7 jun | 20:06 | Canadá    | 3–0    | Austrália | 25–23 | 25–17 | 25–18 |       |       | 75–58   | Relatório |
| 8 jun | 16:10 | Sérvia    | 3–2    | Austrália | 22–25 | 14–25 | 25–21 | 25–21 | 15–9  | 101–101 | Relatório |
| 8 jun | 19:15 | Canadá    | 3–2    | Alemanha  | 23–25 | 29–27 | 25–18 | 23–25 | 15–12 | 115–107 | Relatório |
| 9 jun | 13:10 | Austrália | 3–0    | Alemanha  | 25–20 | 25–20 | 25–16 |       |       | 75–56   | Relatório |
| 9 jun | 16:10 | Canadá    | 2–3    | Sérvia    | 17–25 | 26–24 | 21–25 | 28–26 | 12–15 | 104–115 | Relatório |

### Semana 3

#### Grupo 9
- Local:  Multiusos Gondomar, Gondomar, Portugal

| Data   | Hora  |          | Placar |        | Set 1 | Set 2 | Set 3 | Set 4 | Set 5 | Total   | Relatório |
| ------ | ----- | -------- | ------ | ------ | ----- | ----- | ----- | ----- | ----- | ------- | --------- |
| 14 jun | 18:00 | Brasil   | 2–3    | Sérvia | 25–17 | 22–25 | 25–17 | 20–25 | 12–15 | 104–99  | Relatório |
| 14 jun | 21:00 | Portugal | 3–0    | China  | 25–22 | 25–17 | 25–23 |       |       | 75–62   | Relatório |
| 15 jun | 16:00 | Brasil   | 3–0    | China  | 25–15 | 25–18 | 25–22 |       |       | 75–55   | Relatório |
| 15 jun | 19:00 | Portugal | 2–3    | Sérvia | 25–21 | 15–25 | 22–25 | 32–30 | 9–15  | 103–116 | Relatório |
| 16 jun | 15:00 | China    | 1–3    | Sérvia | 17–25 | 22–25 | 27–25 | 18–25 |       | 84–100  | Relatório |
| 16 jun | 18:00 | Portugal | 0–3    | Brasil | 19–25 | 21–25 | 18–25 |       |       | 58–75   | Relatório |

#### Grupo 10
- Local:  Palácio de Cultura e Esportes, Varna, Bulgária

| Data   | Hora  |           | Placar |           | Set 1 | Set 2 | Set 3 | Set 4 | Set 5 | Total   | Relatório |
| ------ | ----- | --------- | ------ | --------- | ----- | ----- | ----- | ----- | ----- | ------- | --------- |
| 14 jun | 17:00 | Japão     | 1–3    | Itália    | 25–23 | 15–25 | 27–29 | 21–25 |       | 88–102  | Relatório |
| 14 jun | 20:40 | Bulgária  | 3–2    | Austrália | 20–25 | 29–27 | 22–25 | 25–21 | 15–13 | 111–111 | Relatório |
| 15 jun | 17:00 | Austrália | 1–3    | Itália    | 18–25 | 32–30 | 18–25 | 15–25 |       | 83–105  | Relatório |
| 15 jun | 20:40 | Bulgária  | 2–3    | Japão     | 25–22 | 19–25 | 25–16 | 19–25 | 19–21 | 107–109 | Relatório |
| 16 jun | 17:00 | Japão     | 3–2    | Austrália | 25–18 | 25–27 | 23–25 | 25–22 | 17–15 | 115–107 | Relatório |
| 16 jun | 20:40 | Itália    | 3–1    | Bulgária  | 25–14 | 25–20 | 23–25 | 25–21 |       | 98–80   | Relatório |

#### Grupo 11
- Local:  Ghadir Arena, Úrmia, Irã

| Data   | Hora  |         | Placar |         | Set 1 | Set 2 | Set 3 | Set 4 | Set 5 | Total  | Relatório |
| ------ | ----- | ------- | ------ | ------- | ----- | ----- | ----- | ----- | ----- | ------ | --------- |
| 14 jun | 15:30 | Rússia  | 3–1    | Polônia | 24–26 | 25–20 | 25–22 | 25–19 |       | 99–87  | Relatório |
| 14 jun | 18:30 | Irã     | 3–0    | Canadá  | 25–15 | 26–24 | 25–16 |       |       | 76–55  | Relatório |
| 15 jun | 15:30 | Rússia  | 3–1    | Canadá  | 25–23 | 22–25 | 25–20 | 25–23 |       | 97–91  | Relatório |
| 15 jun | 18:30 | Irã     | 3–2    | Polônia | 25–20 | 21–25 | 18–25 | 25–17 | 15–8  | 104–95 | Relatório |
| 16 jun | 15:30 | Polônia | 3–1    | Canadá  | 25–20 | 25–27 | 25–20 | 28–26 |       | 103–93 | Relatório |
| 16 jun | 18:45 | Irã     | 3–0    | Rússia  | 25–20 | 26–24 | 25–23 |       |       | 76–67  | Relatório |

#### Grupo 12
- Local:  Palais des Victoires, Cannes, França

| Data   | Hora  |                | Placar |                | Set 1 | Set 2 | Set 3 | Set 4 | Set 5 | Total   | Relatório |
| ------ | ----- | -------------- | ------ | -------------- | ----- | ----- | ----- | ----- | ----- | ------- | --------- |
| 14 jun | 17:00 | Estados Unidos | 3–1    | Argentina      | 25–22 | 25–19 | 21–25 | 25–21 |       | 96–87   | Relatório |
| 14 jun | 20:00 | França         | 3–1    | Alemanha       | 24–26 | 25–20 | 25–19 | 25–20 |       | 99–85   | Relatório |
| 15 jun | 17:00 | Estados Unidos | 3–1    | Alemanha       | 25–22 | 21–25 | 25–19 | 25–20 |       | 96–86   | Relatório |
| 15 jun | 20:00 | França         | 1–3    | Argentina      | 18–25 | 17–25 | 25–19 | 20–25 |       | 80–94   | Relatório |
| 16 jun | 14:00 | Argentina      | 3–2    | Alemanha       | 25–19 | 23–25 | 23–25 | 25–23 | 15–10 | 111–102 | Relatório |
| 16 jun | 17:00 | França         | 1–3    | Estados Unidos | 25–23 | 22–25 | 26–28 | 25–27 |       | 98–103  | Relatório |

### Semana 4

#### Grupo 13
- Local:  Sears Centre Arena, Hoffman Estates, Estados Unidos

| Data   | Hora  |                | Placar |        | Set 1 | Set 2 | Set 3 | Set 4 | Set 5 | Total   | Relatório |
| ------ | ----- | -------------- | ------ | ------ | ----- | ----- | ----- | ----- | ----- | ------- | --------- |
| 21 jun | 17:00 | Canadá         | 3–1    | China  | 25–19 | 25–23 | 22–25 | 25–17 |       | 97–84   | Relatório |
| 21 jun | 20:10 | Estados Unidos | 3–0    | Japão  | 25–15 | 25–19 | 25–19 |       |       | 75–53   | Relatório |
| 22 jun | 14:00 | China          | 0–3    | Japão  | 19–25 | 20–25 | 23–25 |       |       | 62–75   | Relatório |
| 22 jun | 19:30 | Estados Unidos | 1–3    | Canadá | 22–25 | 25–22 | 23–25 | 17–25 |       | 87–97   | Relatório |
| 23 jun | 12:00 | Canadá         | 3–2    | Japão  | 25–18 | 26–24 | 23–25 | 21–25 | 15–13 | 110–105 | Relatório |
| 23 jun | 16:30 | Estados Unidos | 3–0    | China  | 25–20 | 25–19 | 25–19 |       |       | 75–58   | Relatório |

#### Grupo 14
- Local:  PalaLido, Milão, Itália

| Data   | Hora  |           | Placar |           | Set 1 | Set 2 | Set 3 | Set 4 | Set 5 | Total   | Relatório |
| ------ | ----- | --------- | ------ | --------- | ----- | ----- | ----- | ----- | ----- | ------- | --------- |
| 21 jun | 17:00 | Polônia   | 3–2    | Argentina | 25–21 | 25–23 | 25–27 | 20–25 | 19–17 | 114–113 | Relatório |
| 21 jun | 20:20 | Itália    | 3–0    | Sérvia    | 26–24 | 25–19 | 25–22 |       |       | 76–65   | Relatório |
| 22 jun | 17:00 | Polônia   | 3–2    | Sérvia    | 32–30 | 21–25 | 25–21 | 19–25 | 15–11 | 112–112 | Relatório |
| 22 jun | 20:00 | Itália    | 1–3    | Argentina | 22–25 | 25–23 | 19–25 | 19–25 |       | 85–98   | Relatório |
| 23 jun | 17:00 | Argentina | 3–0    | Sérvia    | 25–17 | 25–23 | 25–18 |       |       | 75–58   | Relatório |
| 23 jun | 20:00 | Itália    | 2–3    | Polônia   | 25–23 | 22–25 | 25–23 | 21–25 | 23–25 | 116–121 | Relatório |

#### Grupo 15
- Local:  Estádio Rezazadeh, Ardabil, Irã

| Data   | Hora  |          | Placar |           | Set 1 | Set 2 | Set 3 | Set 4 | Set 5 | Total  | Relatório |
| ------ | ----- | -------- | ------ | --------- | ----- | ----- | ----- | ----- | ----- | ------ | --------- |
| 21 jun | 15:30 | França   | 3–0    | Austrália | 25–23 | 25–22 | 25–22 |       |       | 75–67  | Relatório |
| 21 jun | 18:30 | Irã      | 3–1    | Portugal  | 23–25 | 27–25 | 25–17 | 25–18 |       | 100–85 | Relatório |
| 22 jun | 15:30 | França   | 3–0    | Portugal  | 25–23 | 26–24 | 25–23 |       |       | 76–70  | Relatório |
| 22 jun | 18:30 | Irã      | 3–0    | Austrália | 25–19 | 25–19 | 25–14 |       |       | 75–52  | Relatório |
| 23 jun | 15:30 | Portugal | 0–3    | Austrália | 23–25 | 22–25 | 25–27 |       |       | 70–77  | Relatório |
| 23 jun | 18:30 | Irã      | 0–3    | França    | 18–25 | 24–26 | 21–25 |       |       | 63–76  | Relatório |

#### Grupo 16
- Local:  Ginásio Aecim Tocantins, Cuiabá, Brasil

| Data   | Hora  |          | Placar |          | Set 1 | Set 2 | Set 3 | Set 4 | Set 5 | Total   | Relatório |
| ------ | ----- | -------- | ------ | -------- | ----- | ----- | ----- | ----- | ----- | ------- | --------- |
| 21 jun | 17:00 | Alemanha | 1–3    | Rússia   | 25–22 | 21–25 | 19–25 | 14–25 |       | 79–97   | Relatório |
| 21 jun | 20:00 | Brasil   | 3–1    | Bulgária | 25–20 | 21–25 | 25–19 | 25–14 |       | 96–78   | Relatório |
| 22 jun | 17:00 | Bulgária | 0–3    | Rússia   | 20–25 | 20–25 | 21–25 |       |       | 61–75   | Relatório |
| 22 jun | 20:00 | Brasil   | 3–2    | Alemanha | 20–25 | 25–18 | 21–25 | 25–17 | 15–13 | 106–98  | Relatório |
| 23 jun | 17:00 | Alemanha | 2–3    | Bulgária | 28–26 | 25–18 | 23–25 | 19–25 | 10–15 | 105–109 | Relatório |
| 23 jun | 20:20 | Brasil   | 3–0    | Rússia   | 25–17 | 25–21 | 28–26 |       |       | 78–64   | Relatório |

### Semana 5

#### Grupo 17
- Local:  Queensland State Netball Centre, Brisbane, Austrália

| Data   | Hora  |           | Placar |           | Set 1 | Set 2 | Set 3 | Set 4 | Set 5 | Total  | Relatório |
| ------ | ----- | --------- | ------ | --------- | ----- | ----- | ----- | ----- | ----- | ------ | --------- |
| 28 jun | 17:00 | China     | 1–3    | Argentina | 17–25 | 25–20 | 21–25 | 19–25 |       | 82–95  | Relatório |
| 28 jun | 20:00 | Austrália | 0–3    | Rússia    | 20–25 | 15–25 | 18–25 |       |       | 53–75  | Relatório |
| 29 jun | 16:00 | Argentina | 2–3    | Rússia    | 19–25 | 25–22 | 18–25 | 25–21 | 11–15 | 98–108 | Relatório |
| 29 jun | 19:00 | Austrália | 3–1    | China     | 24–26 | 25–15 | 25–22 | 25–18 |       | 99–81  | Relatório |
| 30 jun | 13:00 | China     | 0–3    | Rússia    | 23–25 | 23–25 | 26–28 |       |       | 72–78  | Relatório |
| 30 jun | 16:00 | Austrália | 0–3    | Argentina | 23–25 | 18–25 | 24–26 |       |       | 65–76  | Relatório |

#### Grupo 18
- Local:  Ginásio Nilson Nelson, Brasília, Brasil

| Data   | Hora  |        | Placar |        | Set 1 | Set 2 | Set 3 | Set 4 | Set 5 | Total  | Relatório |
| ------ | ----- | ------ | ------ | ------ | ----- | ----- | ----- | ----- | ----- | ------ | --------- |
| 28 jun | 17:00 | Itália | 1–3    | Canadá | 25–15 | 20–25 | 22–25 | 18–25 |       | 85–90  | Relatório |
| 28 jun | 20:00 | Brasil | 3–1    | França | 23–25 | 25–18 | 25–23 | 25–23 |       | 98–89  | Relatório |
| 29 jun | 17:00 | França | 3–1    | Itália | 27–25 | 25–19 | 21–25 | 25–20 |       | 98–89  | Relatório |
| 29 jun | 20:00 | Brasil | 3–0    | Canadá | 25–20 | 25–19 | 25–19 |       |       | 75–58  | Relatório |
| 30 jun | 16:00 | Canadá | 0–3    | França | 22–25 | 26–28 | 23–25 |       |       | 71–78  | Relatório |
| 30 jun | 19:00 | Brasil | 3–1    | Itália | 26–28 | 25–22 | 25–18 | 25–18 |       | 101–86 | Relatório |

#### Grupo 19
- Local:  Kolodruma, Plovdiv, Bulgária

| Data   | Hora  |                | Placar |                | Set 1 | Set 2 | Set 3 | Set 4 | Set 5 | Total  | Relatório |
| ------ | ----- | -------------- | ------ | -------------- | ----- | ----- | ----- | ----- | ----- | ------ | --------- |
| 28 jun | 17:00 | Irã            | 3–1    | Sérvia         | 25–23 | 26–28 | 25–22 | 25–19 |       | 101–92 | Relatório |
| 28 jun | 20:40 | Bulgária       | 3–1    | Estados Unidos | 21–25 | 25–19 | 25–23 | 25–23 |       | 96–90  | Relatório |
| 29 jun | 17:00 | Estados Unidos | 3–1    | Sérvia         | 14–25 | 25–20 | 29–27 | 26–24 |       | 94–96  | Relatório |
| 29 jun | 20:40 | Bulgária       | 0–3    | Irã            | 23–25 | 23–25 | 21–25 |       |       | 67–75  | Relatório |
| 30 jun | 17:00 | Irã            | 0–3    | Estados Unidos | 25–27 | 21–25 | 20–25 |       |       | 66–77  | Relatório |
| 30 jun | 20:40 | Sérvia         | 3–0    | Bulgária       | 25–23 | 25–12 | 25–18 |       |       | 75–53  | Relatório |

#### Grupo 20
- Local:  Arena Leipzig, Leipzig, Alemanha

| Data   | Hora  |          | Placar |          | Set 1 | Set 2 | Set 3 | Set 4 | Set 5 | Total  | Relatório |
| ------ | ----- | -------- | ------ | -------- | ----- | ----- | ----- | ----- | ----- | ------ | --------- |
| 28 jun | 17:30 | Polônia  | 3–1    | Japão    | 22–25 | 25–19 | 27–25 | 25–20 |       | 99–89  | Relatório |
| 28 jun | 20:30 | Alemanha | 3–1    | Portugal | 28–26 | 20–25 | 25–10 | 25–23 |       | 98–84  | Relatório |
| 29 jun | 17:30 | Alemanha | 1–3    | Polônia  | 19–25 | 25–21 | 14–25 | 23–25 |       | 81–96  | Relatório |
| 29 jun | 20:30 | Portugal | 1–3    | Japão    | 20–25 | 22–25 | 25–22 | 20–25 |       | 87–97  | Relatório |
| 30 jun | 14:00 | Alemanha | 2–3    | Japão    | 17–25 | 25–23 | 25–21 | 18–25 | 9–15  | 94–109 | Relatório |
| 30 jun | 17:10 | Polônia  | 3–0    | Portugal | 25–18 | 25–21 | 25–20 |       |       | 75–59  | Relatório |

## Fase final
- Local:  Credit Union 1 Arena, Chicago, Estados Unidos
- As partidas seguem o horário local (UTC−5).

|  | Equipes classificadas para as semifinais |

### Grupo A
|     |                |     | Jogos | Jogos | Jogos | Resultados | Resultados | Resultados | Resultados | Resultados | Resultados | Sets | Sets | Sets  | Pontos | Pontos | Pontos |
| Pos | Equipe         | Pts | T     | V     | D     | 3–0        | 3–1        | 3–2        | 2–3        | 1–3        | 0–3        | V    | P    | R     | V      | P      | R      |
| --- | -------------- | --- | ----- | ----- | ----- | ---------- | ---------- | ---------- | ---------- | ---------- | ---------- | ---- | ---- | ----- | ------ | ------ | ------ |
| 1   | Estados Unidos | 6   | 2     | 2     | 0     | 1          | 1          | 0          | 0          | 0          | 0          | 6    | 1    | 6,000 | 173    | 142    | 1.218  |
| 2   | Rússia         | 3   | 2     | 1     | 1     | 1          | 0          | 0          | 0          | 0          | 1          | 3    | 3    | 1,000 | 133    | 131    | 1.015  |
| 3   | França         | 0   | 2     | 0     | 2     | 0          | 0          | 0          | 0          | 1          | 1          | 1    | 6    | 0.167 | 140    | 173    | 0.809  |

| Data   | Hora  |                | Placar |        | Set 1 | Set 2 | Set 3 | Set 4 | Set 5 | Total | Relatório |
| ------ | ----- | -------------- | ------ | ------ | ----- | ----- | ----- | ----- | ----- | ----- | --------- |
| 10 jul | 20:05 | Estados Unidos | 3–1    | França | 25–16 | 25–22 | 23–25 | 25–21 |       | 98–84 | Relatório |
| 11 jul | 20:00 | Rússia         | 3–0    | França | 25–16 | 25–23 | 25–17 |       |       | 75–56 | Relatório |
| 12 jul | 20:00 | Estados Unidos | 3–0    | Rússia | 25–21 | 25–17 | 25–20 |       |       | 75–58 | Relatório |

### Grupo B
|     |         |     | Jogos | Jogos | Jogos | Resultados | Resultados | Resultados | Resultados | Resultados | Resultados | Sets | Sets | Sets  | Pontos | Pontos | Pontos |
| Pos | Equipe  | Pts | T     | V     | D     | 3–0        | 3–1        | 3–2        | 2–3        | 1–3        | 0–3        | V    | P    | R     | V      | P      | R      |
| --- | ------- | --- | ----- | ----- | ----- | ---------- | ---------- | ---------- | ---------- | ---------- | ---------- | ---- | ---- | ----- | ------ | ------ | ------ |
| 1   | Polônia | 5   | 2     | 2     | 0     | 0          | 1          | 1          | 0          | 0          | 0          | 6    | 3    | 2,000 | 205    | 188    | 1.090  |
| 2   | Brasil  | 3   | 2     | 1     | 1     | 0          | 0          | 1          | 1          | 0          | 0          | 5    | 5    | 1,000 | 212    | 213    | 0.995  |
| 3   | Irã     | 1   | 2     | 0     | 2     | 0          | 0          | 0          | 1          | 1          | 0          | 3    | 6    | 0.500 | 189    | 205    | 0.922  |

| Data   | Hora  |        | Placar |         | Set 1 | Set 2 | Set 3 | Set 4 | Set 5 | Total   | Relatório |
| ------ | ----- | ------ | ------ | ------- | ----- | ----- | ----- | ----- | ----- | ------- | --------- |
| 10 jul | 16:30 | Brasil | 2–3    | Polônia | 23–25 | 25–23 | 21–25 | 25–21 | 9–15  | 103–109 | Relatório |
| 11 jul | 17:00 | Irã    | 1–3    | Polônia | 25–21 | 18–25 | 20–25 | 22–25 |       | 85–96   | Relatório |
| 12 jul | 17:00 | Brasil | 3–2    | Irã     | 25–20 | 25–23 | 24–26 | 20–25 | 15–10 | 109–104 | Relatório |

### Final four
|  | Semifinais     | Semifinais     |                |   | Final | Final |
|  |                |                |                |   |       |       |
|  | 13 de julho    |                |                |   |       |       |
|  |                |                |                |   |       |       |
|  | Polônia        | 1              |                |   |       |       |
|  | Polônia        | 1              | 14 de julho    |   |       |       |
|  | Rússia         | 3              |                |   |       |       |
|  | Rússia         | 3              | Rússia         | 3 |       |       |
|  | 13 de julho    |                | Rússia         | 3 |       |       |
|  |                | Estados Unidos | 1              |   |       |       |
|  | Estados Unidos | Estados Unidos | 1              | 3 |       |       |
|  | Estados Unidos |                |                | 3 |       |       |
|  | Brasil         | 2              |                |   |       |       |
|  | Brasil         | 2              | Terceiro lugar |   |       |       |
|  |                |                |                |   |       |       |
|  | 14 de julho    |                |                |   |       |       |
|  |                |                |                |   |       |       |
|  | Polônia        | 3              |                |   |       |       |
|  | Polônia        | 3              |                |   |       |       |
|  | Brasil         | 0              |                |   |       |       |

Semifinais
| Data   | Hora  |                | Placar |        | Set 1 | Set 2 | Set 3 | Set 4 | Set 5 | Total   | Relatório |
| ------ | ----- | -------------- | ------ | ------ | ----- | ----- | ----- | ----- | ----- | ------- | --------- |
| 13 jul | 17:00 | Polônia        | 1–3    | Rússia | 19–25 | 26–24 | 22–25 | 21–25 |       | 88–99   | Relatório |
| 13 jul | 20:00 | Estados Unidos | 3–2    | Brasil | 25–21 | 17–25 | 21–25 | 25–20 | 15–9  | 103–100 | Relatório |

Terceiro lugar
| Data   | Hora  |         | Placar |        | Set 1 | Set 2 | Set 3 | Set 4 | Set 5 | Total | Relatório |
| ------ | ----- | ------- | ------ | ------ | ----- | ----- | ----- | ----- | ----- | ----- | --------- |
| 14 jul | 15:00 | Polônia | 3–0    | Brasil | 25–17 | 25–23 | 25–21 |       |       | 75–61 | Relatório |

Final
| Data   | Hora  |        | Placar |                | Set 1 | Set 2 | Set 3 | Set 4 | Set 5 | Total | Relatório |
| ------ | ----- | ------ | ------ | -------------- | ----- | ----- | ----- | ----- | ----- | ----- | --------- |
| 14 jul | 18:00 | Rússia | 3–1    | Estados Unidos | 25–23 | 20–25 | 25–21 | 25–20 |       | 95–89 | Relatório |

## Classificação final
| Campeão | Vice-campeão | Terceiro lugar |
| Rússia Dmitry Kovalev · Denis Zemchenok · Dmitry Volkov · Anton Semyshev · Ivan Iakovlev · Fedor Voronkov · Igor Filippov · Yaroslav Podlesnykh · Viktor Poletaev · Egor Kliuka · Ilyas Kurkaev · Roman Martynyuk · Igor Kobzar · Valentin Golubev | Estados Unidos Matthew Anderson · Aaron Russell · Taylor Sander · Jeffrey Jendryk · Kawika Shoji · Micah Christenson · Maxwell Holt · Benjamin Patch · Micah Ma'a · Thomas Jaeschke · Garrett Muagututia · David Smith · Erik Shoji · George Huhmann | Polônia Maciej Muzaj · Marcin Komenda · Łukasz Kaczmarek · Jędrzej Gruszczyński · Bartłomiej Bołądź · Bartosz Kwolek · Marcin Janusz · Tomasz Fornal · Bartosz Bednorz · Jakub Popiwczak · Piotr Łukasik · Karol Kłos · Andrzej Wrona · Norbert Huber |

| 4  | Brasil    |
| 5  | Irã       |
| 5  | França    |
| 7  | Argentina |
| 8  | Itália    |
| 9  | Canadá    |
| 10 | Japão     |
| 11 | Sérvia    |
| 12 | Bulgária  |
| 13 | Austrália |
| 14 | Alemanha  |
| 15 | Portugal  |
| 16 | China     |

## Prêmios individuais
A seleção do campeonato foi composta pelos seguintes jogadores:
- MVP (Most Valuable Player):  Matthew Anderson